# Pushtechnologie
Pushtechnologie is een communicatiemethode waarbij informatie automatisch wordt verstuurd vanaf een server naar een clientapparaat, zoals een smartphone, desktopcomputer of laptop. Het tegenovergestelde is de pullmethode, waarbij een client gegevens naar de server verstuurt.

## Details
Als een server wijzigingen herkent in een verzameling gegevens, dan zal deze de gewijzigde waarden versturen naar het clientapparaat. Deze client gedraagt zich passief en wacht continue op nieuwe waarden volgens het observerpatroon. Een voorbeeld hiervan is de wijziging van een waarde in een tabel: wanneer de waarde in deze tabel verandert zal de server een "trigger" afvuren, en de gewijzigde waarde versturen of "pushen" (duwen) naar alle luisterende clients.

## Voor- en nadelen
Enkele voordelen zijn:
- gegevens worden alleen overgedragen als waarden daadwerkelijk zijn gewijzigd,
- alleen de wijzigingen worden verstuurd,
- de afzender kan de gegevens direct na de waardewijziging verzenden en heeft daarom geen extra buffers nodig.

Enkele nadelen zijn:
- de server heeft extra logica nodig voor het detecteren van wijzigingen,
- hierdoor komt er meer werklast bij de server,
- als er tijdens de verzending een waarde verloren gaat, zijn de zender en de ontvanger asynchroon. Dit verschil kan pas bij de volgende waardewijziging worden gecorrigeerd.

## Voorbeelden
- Webpusheen voorstel van de IETF en een protocol om realtime gebeurtenissen, zoals inkomende oproepen of berichten, over te brengen via een webpagina.

- HTTP-serverpushook wel HTTP-streaming genoemd, is een systeem voor het verzenden van asynchrone gegevens van een webserver naar een webbrowser.

- Pushberichteneen elektronisch bericht dat wordt verstuurd naar een desktopapplicatie of mobiele app. Enkele voorbeelden zijn chatberichten, aanbiedingen, herinneringen en het ontvangen van weer- of nieuwsupdates.